# 下川薬局 (熊本県)
株式会社下川薬局（しもかわやっきょく）は、熊本県熊本市を拠点とし、同県内に店舗展開するドラッグストアチェーンである。通称「シモカワ」。なお、大分県佐伯市にある同名の会社とは全く関係ない。

## 沿革
- 1958年 - 設立。
- 1998年11月 - マルミヤストアと合併し、社名を「マルミヤ下川」に変更。
- 2006年6月 - 会社を分割し、現在の体制となる。
- 2007年 - カーブスジャパンとフランチャイズ契約を結び、同年10月30日に浜線店をザ・シモカワ浜線店内にオープンさせる。
- 2008年2月 - ITTO個別指導学院とフランチャイズ契約を結び、学習塾経営に乗り出す。
- 2008年6月3日 - 熊本市中央区水道町に2店舗目のカーブスをオープンさせる。
- さらにアウトレット化粧品「セルレ」とフランチャイズ契約を結び、セルレの化粧品も取り扱うようになった。

## 運営店舗
シモカワ
- 下通店（熊本市中央区安政町）
- さくらまち店（熊本市中央区桜町

SAKURA MACHI Kumamoto地下1階）
- 九品寺店（熊本市中央区九品寺）
- 中央病院前店（熊本市南区田井島）
- 東町店（熊本市東区東町）
- 子飼店（熊本市中央区東子飼町）
- 田迎店（熊本市南区出仲間）
- ムサシ店（熊本市北区武蔵ケ丘）
- みずき台店（合志市須屋みずき台）
- 竹原店（八代市竹原町）
- 緑町店（八代市緑町）
- 鏡店（八代市鏡町鏡）

シモカワ調剤薬局
- 熊大前調剤薬局（熊本市中央区九品寺）
- さくらまち調剤薬局（熊本市中央区桜町SAKURA MACHI Kumamoto地下1階）
- 江津調剤薬局（熊本市東区江津）
- シモカワ薬局東町店（熊本市東区東町）
- 萩原調剤薬局（熊本市中央区萩原町）
- 黒髪調剤薬局（熊本市中央区黒髪）
- 大江調剤薬局（熊本市中央区大江）
- 下通調剤薬局（熊本市中央区安政町）
- オークス通り調剤薬局（熊本市中央区城東町）
- 渡鹿調剤薬局（熊本市中央区渡鹿）
- 中央病院前調剤薬局（熊本市南区田井島）
- 広崎調剤薬局（上益城郡益城町広崎）
- 合志調剤薬局（合志市幾久富）
- アンビー中央薬局（合志市竹迫）
- あさひ調剤薬局（玉名市中）
- 総合病院前調剤薬局（八代市通町）
- 労災病院前調剤薬局（八代市竹原町）